# Cassia leiandra
Cassia leiandra är en ärtväxtart som beskrevs av George Bentham. Cassia leiandra ingår i släktet Cassia och familjen ärtväxter. Inga underarter finns listade i Catalogue of Life.